# Бастин-Тас
Басти́н-Та́с (рос. Бастын-Тас) — острів-скеля у морі Лаптєвих, є частиною островів Анжу в складі Новосибірських островів. Територіально відноситься до Республіки Саха, Росія.
Скеля розташована біля північного краю Бельковського острова, навпроти мису Північного. Береги високі та кам'янисті.
| Росія | Це незавершена стаття з географії Росії. Ви можете допомогти проєкту, виправивши або дописавши її. |